# Levi Twiggs
Levi Twiggs (Contea di Richmond, 21 maggio 1793 – Chapultepec, 13 settembre 1847) è stato un militare statunitense.

## Biografia
Era l'ultimogenito del generale John Twiggs e di sua moglie Ruth Emanuel. Come entrambi i suoi fratelli, George e David,  anche Levi intraprese una carriera nell'esercito statunitense: arruolatosi nel Corpo dei Marines nel 1813 per combattere nella guerra contro la Gran Bretagna, venne poco dopo catturato a bordo della USS President, l'ultima delle sei navi originali della marina statunitense, e rimase prigioniero fino al termine della guerra.

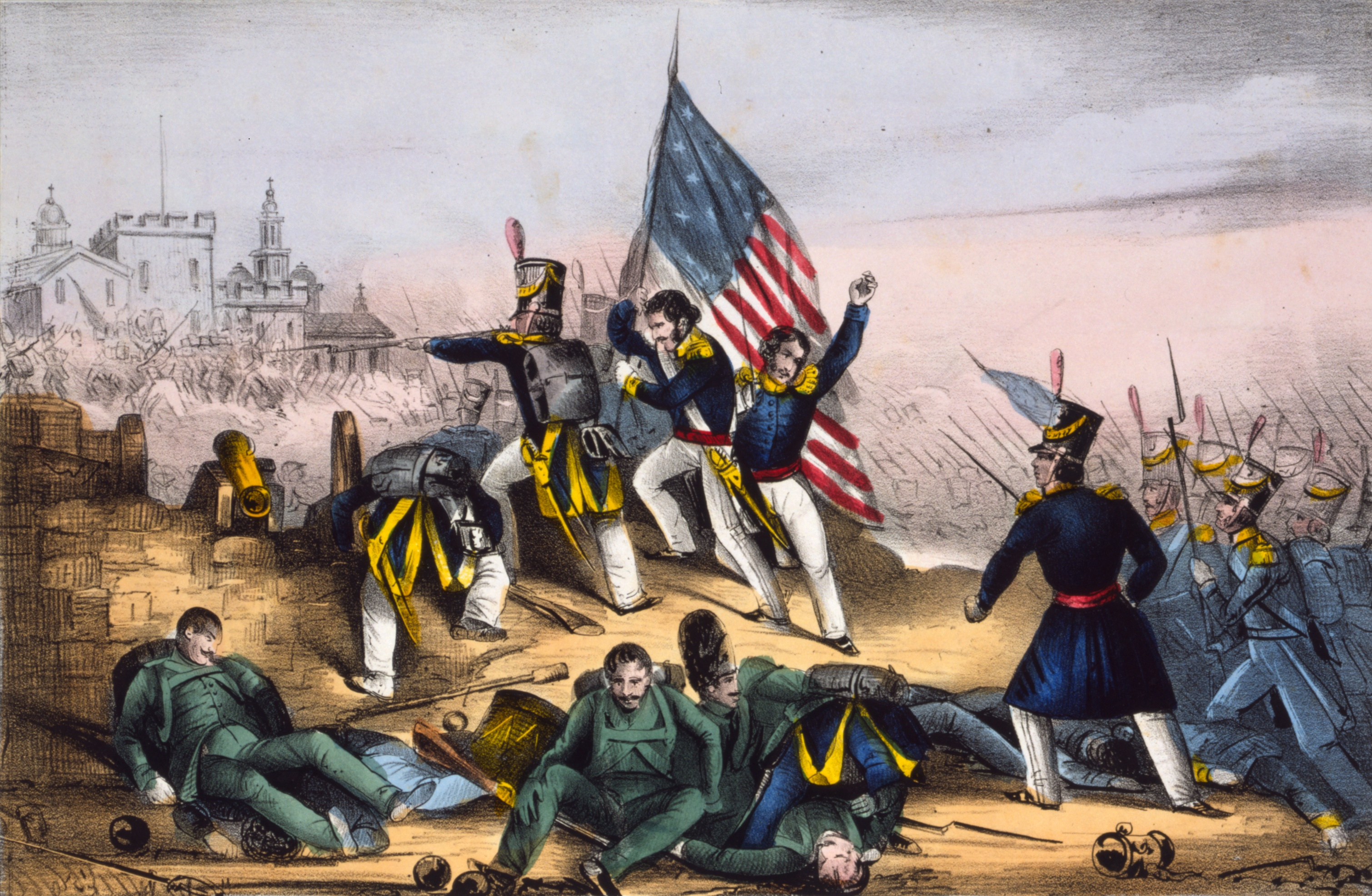
Carica dei soldati statunitensi durante la battaglia di Chapultepec.

Tornato in America, continuò la propria carriera nell'esercito per oltre trent'anni, facendo parte della guarnigione di Washington D.C., partecipando alle guerre seminole e venendo promosso maggiore. In questo periodo si sposò con Priscilla McKnight ed ebbe otto figli, solo quattro dei quali sopravvissero all'infanzia; l'unico maschio, George Decatur Twiggs (1828-1847), seguì le orme paterne e si arruolò a sua volta nell'esercito.
Scoppiata la guerra messico-statunitense sia Levi Twiggs che il figlio George parteciparono all'invasione del Messico. Il 12 agosto 1847 il tenente George D. Twiggs, appena diciannovenne, morì in combattimento, e un mese più tardi anche il padre Levi Twiggs perì in azione durante la battaglia di Chapultepec, mentre David E. Twiggs, anch'egli impegnato negli scontri, rimase gravemente ferito. I suoi resti furono riportati negli Stati Uniti e tumulati a Filadelfia.

## Eredità
In onore del maggiore Levi Twiggs vennero battezzate due cacciatorpediniere della marina americana, entrambe chiamate USS Twiggs.